# Kępno
Kępno (en allemand Kempen) est une ville de Pologne. Elle est le chef-lieu d’un district (powiat) de la voïvodie de Grande-Pologne.

## Situation géographique
La ville de Kępno est située dans le sud de la Grande-Pologne, à 80 km de Wrocław, à 60 km d’Ostrów Wielkopolski, à 70 km de Kalisz et à 75 km d’Opole.
Elle se trouve au carrefour de la route nationale 11 (Poznań - Katowice) et de la route nationale 8 (Wrocław - Varsovie). Il est prévu de construire un échangeur dans la banlieue de la ville où se rencontreront les voies rapides S11 (Kołobrzeg-Pyrzowice) et S8 (Wrocław-Lituanie).
Kępno est également un nœud ferroviaire important. Les lignes Kluczbork-Lubliniec-Katowice, Ostrów Wielkopolski-Poznań et Wieluń-Częstochowa s’y croisent.

## Histoire
Le site de Kępno est déjà habité à l’âge du bronze. Au Xe siècle, un fort est construit au milieu des marécages. Une ville se développe près du fort à partir du XIIe siècle. Elle reçoit les privilèges urbains en 1283. Le 15 février 1282, c’est ici que Przemysl II conclut un accord avec Mestwin II, en vertu duquel la Poméranie de Gdańsk doit lui revenir après le décès de Mestwin (1294), à la suite de quoi il peut être couronné roi de Pologne en 1295.
Au XIVe siècle, à l’époque de Casimir III le Grand, un château fort est construit pour contrôler cette zone frontalière. En 1385, Kępno devient une propriété privée et perd son statut de ville. Kępno profite de sa situation sur la route du blé reliant Wieluń à Wrocław. Elle retrouve à nouveau des privilèges urbains en 1660, grâce à une croissance démographique importante provoquée par l’arrivée massive de protestants, notamment en provenance de Milicz. Du XVe au XIXe siècle, Kępno abrite une de plus importantes communautés juives de Grande Pologne. Dans la seconde partie du XVIIIe siècle, la ville devient un centre textile important.
Annexée par le royaume de Prusse en 1793, la ville rejoint la Pologne le 17 janvier 1920 en faisant partie de l'arrondissement de Schildberg (de) puis étant chef-lieu de l'arrondissement de Kempen-en-Posnanie à partir de 1887. Elle est libérée de l’occupation nazie par l’Armée rouge le 21 janvier 1945.

## Économie
Kępno est un centre industriel et de services.
Principales activités industrielles :
- production d’appareils chimiques (Chemomet Spółka z.o.o)
- production de machines (Nowak Alojzy, Remo Spółka z o.o, WUTECH Nawrot & Barczok s. j.)
- industries alimentaires
- production de meubles
- construction

## Tourisme
À voir :
- un cimetière qui date de la culture lusacienne
- le musée régional
- la synagogue (1814/1815)
- des maisons bourgeoises des XVIIIe et XIXe siècles
- l’hôtel de ville (1846)
- le palais de justice régional (1835)
- les vestiges du Moyen Âge

## Jumelages
La ville de Kępno est jumelée avec :
- Encs (Hongrie)
- Trutnov (Tchéquie)
- Giano dell'Umbria (Italie)